# 罗伯特·克努森
罗伯特·克努森（英語：Robert Irving Knudson，1925年9月29日—2006年1月21日）为一位美国音讯工程师。他赢得过3次奥斯卡最佳音响效果奖并7次获得提名。自1963年至1995年间，他曾参与超过100部电影的制作。

## 精选影视作品
克努森曾获得过3次奥斯卡奖，并7次获得提名。
获奖：
- 歌厅 (1972)[2]
- 驱魔人 (1973)[3]
- E.T.外星人 (1982)[4]

提名：
- 愛情萬年青（英语：A Star Is Born (1976 film)） (1976)[5]
- 千惊万险（英语：Sorcerer (film)） (1977)[6]
- 第三类接触 (1977)[6]
- 卖命生涯（英语：Hooper (film)） (1978)[7]
- 一九四一 (1979)[8]
- 太阳帝国 (1987)[9]
- 谁陷害了兔子罗杰 (1988)[10]